# IJshockey op de Olympische Winterspelen 1932
IJshockey is een van de sporten die beoefend werden tijdens de Olympische Winterspelen 1932 in Lake Placid.
Dit ijshockeytoernooi was tevens het zesde wereldkampioenschap ijshockey. Er namen slechts vier teams deel vanwege de hoge reiskosten voor de Europese landen. Hierdoor werd de opzet van het toernooi zodanig dat de teams tweemaal tegen elkaar uitkwamen.

## Heren

### Finaleronde
| Datum       | Tijd  | Land             | Score  | Land             |
| ----------- | ----- | ---------------- | ------ | ---------------- |
| 4 februari  | 11:00 | Canada           | 2 - 1  | Verenigde Staten |
| 4 februari  | 14:45 | Duitsland        | 2 - 1  | Polen            |
| 5 februari  | 10:00 | Verenigde Staten | 4 - 1  | Polen            |
| 6 februari  | 10:00 | Canada           | 4 - 1  | Duitsland        |
| 7 februari  | 14:45 | Canada           | 9 - 0  | Polen            |
| 7 februari  | 20:15 | Verenigde Staten | 7 - 0  | Duitsland        |
| 8 februari  | 14:15 | Verenigde Staten | 5 - 0  | Polen            |
| 8 februari  | 20:15 | Canada           | 5 - 0  | Duitsland        |
| 9 februari  | 14:15 | Canada           | 10 - 0 | Polen            |
| 10 februari | 14:15 | Verenigde Staten | 8 - 0  | Duitsland        |
| 13 februari | 9:30  | Duitsland        | 4 - 1  | Polen            |
| 13 februari | 14:15 | Verenigde Staten | 2 - 2  | Canada           |

| # | Land             | Gs | W | G | V | F  | A  | Ptn |
| - | ---------------- | -- | - | - | - | -- | -- | --- |
| 1 | Canada           | 6  | 5 | 1 | 0 | 32 | 4  | 11  |
| 2 | Verenigde Staten | 6  | 4 | 1 | 1 | 27 | 5  | 9   |
| 3 | Duitsland        | 6  | 2 | 0 | 4 | 7  | 26 | 4   |
| 4 | Polen            | 6  | 0 | 0 | 6 | 3  | 34 | 0   |

### Eindrangschikking
| Goud | Zilver | Brons | 4 |
| Canada William Cockburn Clifford Crowley Albert Duncanson George Garbutt Roy Henkel Vic Lindquist Norman Malloy Walter Monson Kenneth Moore Romeo Rivers Hack Simpson Hugh Sutherland Stanley Wagner Alston Wise | Verenigde Staten Osborn Anderson John Bent John Chase John Cookman Douglas Everett Franklin Farrel Joseph Fitzgerald Edwin Frazier John Garrison Gerard Hallock Robert Livingston Francis Nelson Winthrop Palmer Gordon Smith | Duitsland Rudi Ball Alfred Heinrich Erich Herker Gustav Jaenecke Werner Korff Walter Leinweber Erich Römer Martin Schröttle Marquardt Slevogt Georg Strobl | Polen Adam Kowalski Aleksander Kowalski Włodzimierz Krygier Witalis Ludwiczak Czesław Marchewczyk Kazimierz Materski Albert Mauer Roman Sabiński Kazimierz Sokołowski Józef Stogowski |

Antwerpen 1920 · 
Chamonix 1924 · 
St. Moritz 1928 · 
Lake Placid 1932 · 
Garmisch-Partenkirchen 1936 · 
St. Moritz 1948 · 
Oslo 1952 · 
Cortina d'Ampezzo 1956 · 
Squaw Valley 1960 · 
Innsbruck 1964 · 
Grenoble 1968 · 
Sapporo 1972 · 
Innsbruck 1976 · 
Lake Placid 1980 · 
Sarajevo 1984 · 
Calgary 1988 · 
Albertville 1992 · 
Lillehammer 1994 · 
Nagano 1998 · 
Salt Lake City 2002 · 
Turijn 2006 · 
Vancouver 2010 · 
Sotsji 2014 · 
Pyeongchang 2018 · 
Peking 2022

Lijst van olympische medaillewinnaars
Bobsleeën · Curling (demonstratie) · Hondenslee race (demonstratie) · Kunstrijden · Langlaufen · Noordse combinatie · Schaatsen · Schansspringen · IJshockey